# Dasychira gentilis
Dasychira gentilis är en fjärilsart som beskrevs av Butler 1879. Dasychira gentilis ingår i släktet Dasychira och familjen tofsspinnare. Inga underarter finns listade i Catalogue of Life.